# باختر (ساتراپی هخامنشی)

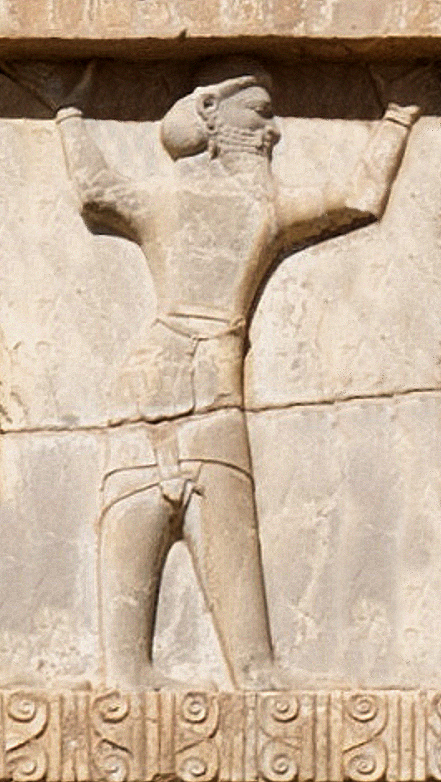
سنگ‌نگاره سرباز بلخی ارتش هخامنشیان، در حدود ۴۸۰ پ.م. در نقش برجسته آرامگاه خشایارشا

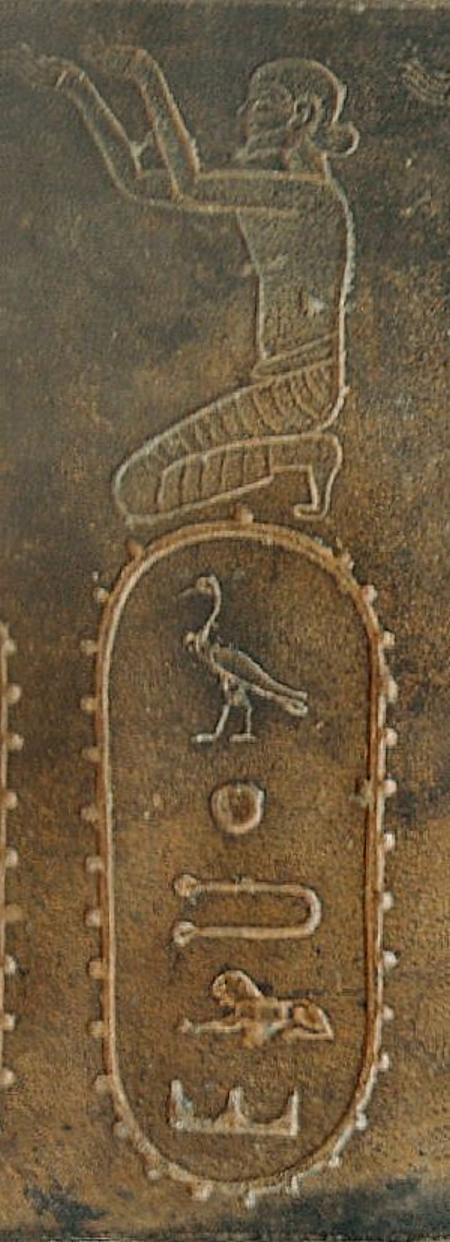
نگاره نماینده بلخ بر روی تندیس مصری داریوش

باختریش (به پارسی باستان: 𐎲𐎠𐎧𐎫𐎼𐎡𐏁 Bāxtriš)، یکی از ساتراپی‌های شاهنشاهی هخامنشی بود. در بین سال‌های ۵۴۵ تا ۵۴۰ پ.م. توسط کوروش بزرگ فتح شد. نخستین بار در سال ۵۲۰ پ.م. در سنگ‌نوشته بیستون به این ساتراپی اشاره شده است. باختریش منطقه ویژه‌ای در شاهنشاهی هخامنشی بود. معمولاً شاهنشاه هخامنشی جانشین آینده خود را برای آماده شدن به این ساتراپی می‌فرستاد.
پایتخت باختریش، باختری نام داشت. در زمان داریوش بزرگ، باختری‌ها و ایگلی‌ها در یک ناحیه مالیاتی قرار گرفتند، و قرار بود هر سال ۳۶۰ تالان طلا پرداخت شود. از زمان سلطنت داریوش یکم، ساکنان شهر یونانی بارکا، در سیرنائیکا، به دلیل امتناع از تسلیم قاتلان، به باختریش تبعید شدند و جوامع و زبان یونانی‌ها در این منطقه رایج شد. سایر یونانی‌های تبعیدی که بیشتر آن‌ها اسیر جنگی بودند تا زمان ورود اسکندر مقدونی در سال ۳۲۸ پ.م. به باختریش تبعید شدند. این مهاجران بعداً پادشاهی یونانی باکتریا را تأسیس کردند.

زمانی که داریوش به حکومت رسید ساتراپ باختریش علیه او شورش کرد که توسط سپاه اعزامی داریوش سرکوب شد. همچنین داریوش در کتیبه شوش می‌گوید:
| « | طلایی که در اینجا کار گذاشته شد از باختر آورده شده است | » |

## یادداشت
1. ↑  Bāxtri یا Bakhtri (پارسی باستان: 𐎲𐎠𐎧𐎫𐎼𐎡𐏁).